# Luftrettung

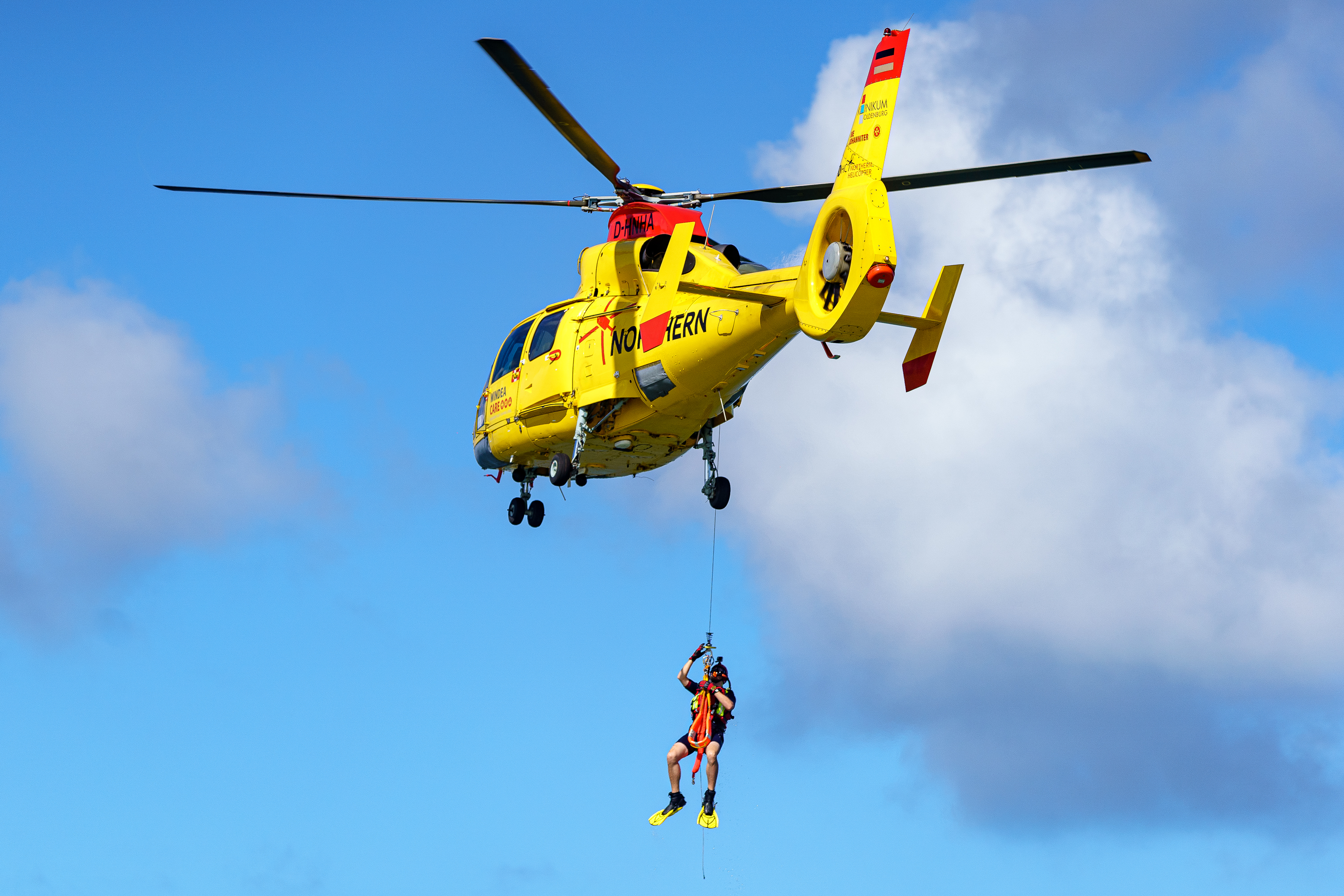
Der Rettungshubschrauber D-HNHA der Northern HeliCopter GmbH bei einem Einsatz an der Nordseeküste.

Die Luftrettung oder Flugrettung ist der Einsatz von Rettungsmitteln über den Luftweg in der Notfallmedizin.
Die Luftrettung wird dann eingesetzt, wenn die Lage ein schnelleres Eingreifen erfordert, als durch bodengebundene Rettungsdienste möglich ist. Das kommt meist in ländlichen Gebieten vor, wo dann meist ein Rettungshubschrauber verwendet wird; es fliegt aber z. B. in Australien im Outback der Flying Doctor Service Notfall- und auch reguläre ärztliche Einsätze mit Flugzeugen. Die Idee der Luftrettung geht u. a. auf die Pilotin Marie Marvingt zurück.

## Luftrettung in Deutschland

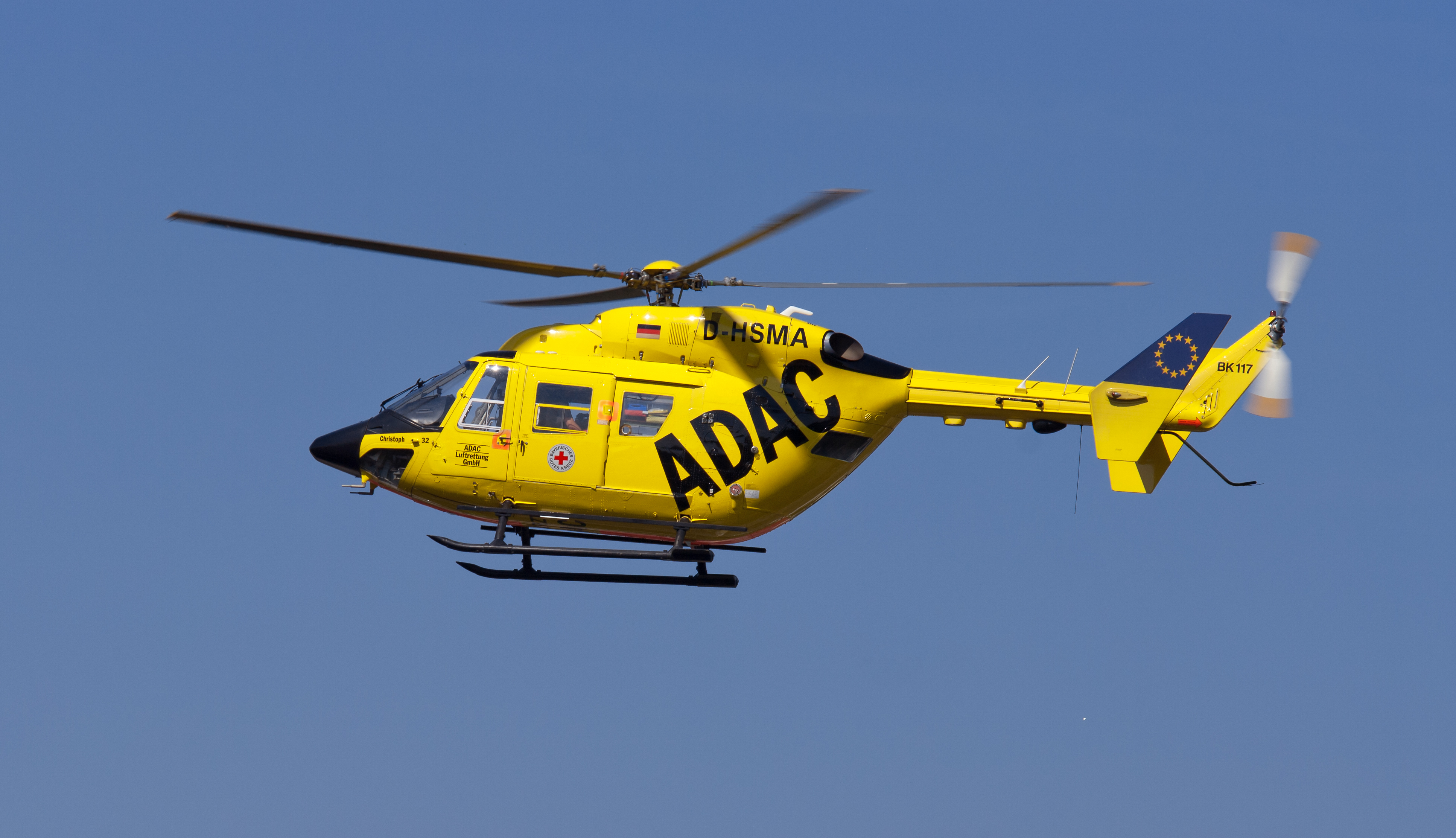
Der ADAC ist eines der größten Luftrettungsunternehmen. Hier RTH Christoph 32

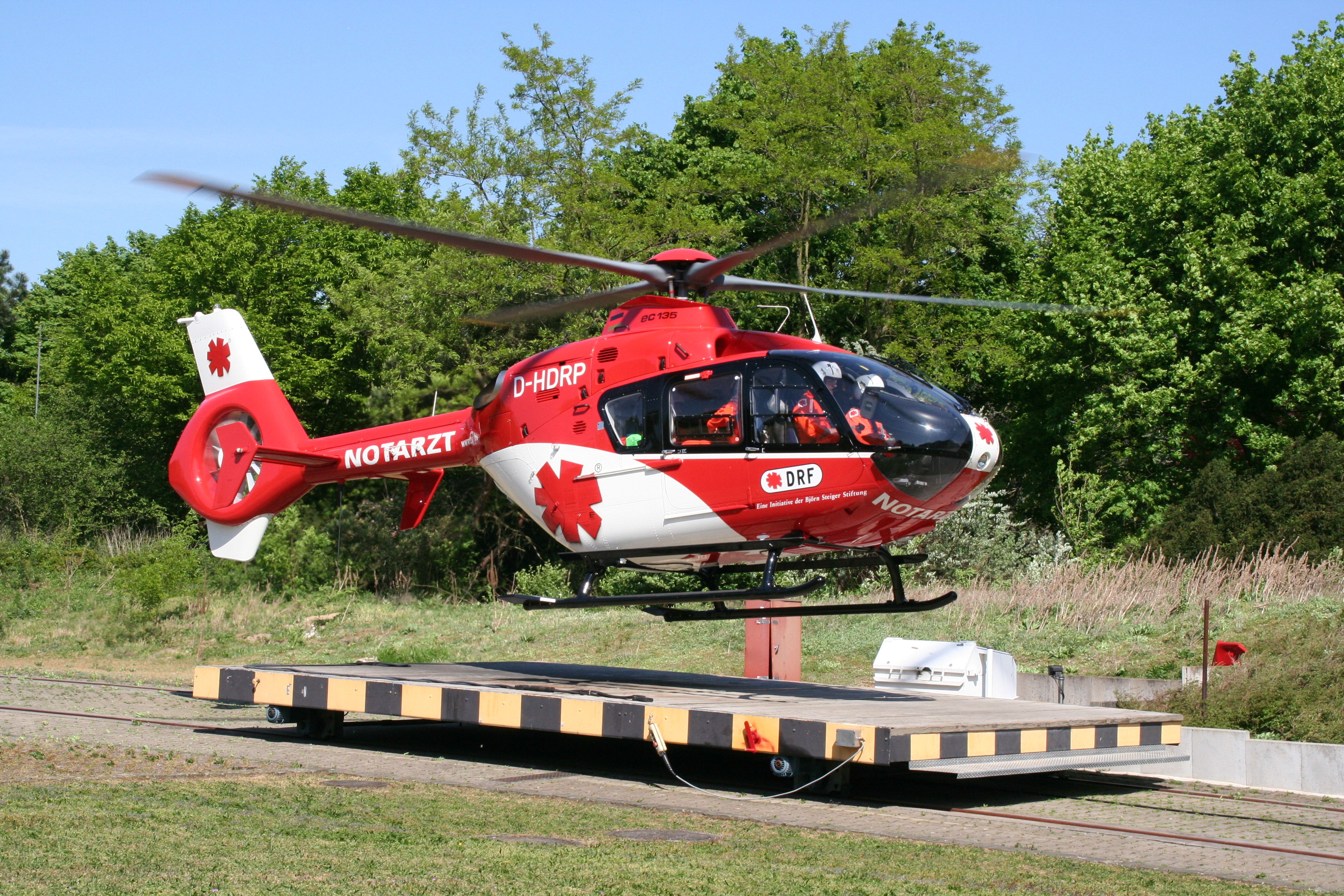
Hubschrauber Christoph 43 der DRF-Luftrettung des Typs EC 135, Standort Karlsruhe

Die Bundesrepublik Deutschland verfügt über ein nahezu flächendeckendes Luftrettungssystem, das seit Beginn der 1970er Jahre als Ergänzung zum bodengebundenen Rettungs- und Notarztdienst geschaffen wurde, wobei der ADAC eine Pionierrolle spielte. Es hat sich als äußerst wirksam erwiesen. Der hohe Stellenwert ist heute unbestritten. In Deutschland ist der Rettungsdienst Ländersache und wird daher durch Landesrettungsdienstgesetze geregelt. Zur Durchführung der Luftrettung greifen die Länder dabei auf unterschiedliche Organisationen zurück.
Derzeit gibt es 89 Rettungshubschrauber-Stationen in Deutschland. Die meisten davon sind in die primäre Luftrettung eingebunden. Das bedeutet, dass sie hauptsächlich sowohl als schneller Notarzt-Zubringer und Ersatz eines Notarzt-Einsatzfahrzeugs genutzt werden, jedoch auch Patiententransporte durchführen können, wenn zum Beispiel eine weiter entfernte Spezialklinik angeflogen werden muss oder kein Rettungswagen vorhanden ist. Die Intensiv-Transport-Hubschrauber sowie weitere Hubschrauber, wie etwa die des SAR-Dienst der Bundeswehr haben nicht die Primärluftrettung als offiziellen vorrangigen Auftrag, können aber in der Regel auch dazu genutzt werden, wenn erforderlich.
| Hubschrauber | Standorte | Betreiber                                                                                              |
| ------------ | --------- | --- |
| >50          | 38        | ADAC Luftrettung gGmbH                                                                                 |
| 018          | 12        | Bundesministerium des Innern und für Heimat (mit für den Katastrophenschutz beschafften Hubschraubern) |
| 050          | 29        | DRF Luftrettung                                                                                        |
| 08           | 04        | Johanniter-Unfall-Hilfe e. V. – Johanniter Luftrettung                                                 |
| 02           | 02        | SAR-Dienst der Bundeswehr/Marine. Search and Rescue.                                                   |
| 07           | 03        | SAR-Dienst der Bundeswehr/Heer. Search and Rescue.                                                     |
| 135          | 88        | |

## Luftrettung in Österreich

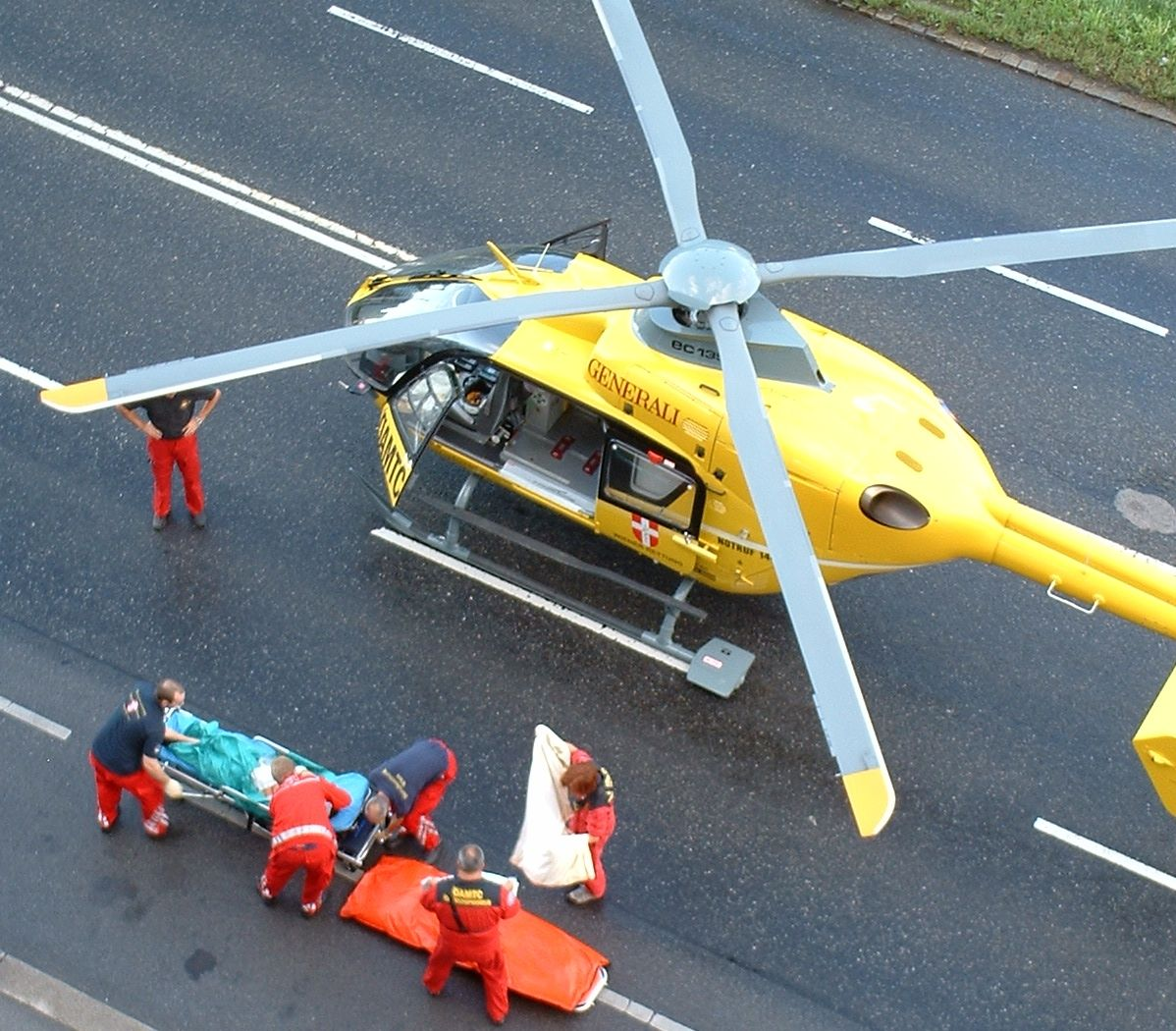
Rettungshubschrauber Christophorus 9 im Einsatz

Das Rückgrat der österreichischen Flugrettung bildet der Christophorus Flugrettungsverein an dem der ÖAMTC und das Rote Kreuz beteiligt sind.
Der ÖAMTC hat über sein Tochterunternehmen Heliair, das 24 EC 135 in Betrieb hat, die größte zivile Flotte dieses Hubschraubertyps in Europa und verleiht auch fünf Geräte an die ungarische Flugrettung OMSZ. Darüber werden Standorte von privaten Unternehmern im Auftrag der Länder betrieben. Hinzu kommen temporäre Standorte während der Skisaison.

## Luftrettung in der Schweiz

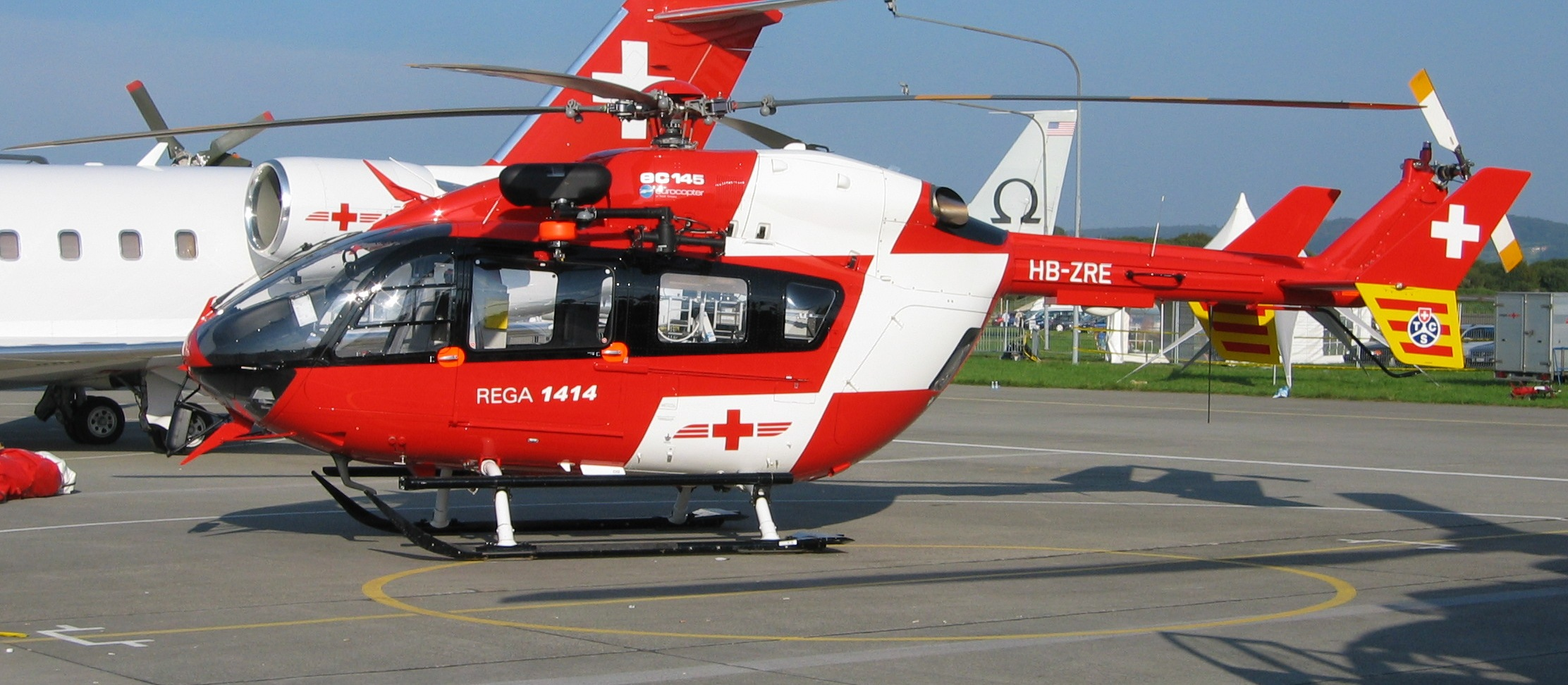
Rega 1 EC 145

In der Schweiz werden Rettungshubschrauber mehrheitlich von der Schweizerischen Rettungsflugwacht („Rega“), einer gemeinnützigen privaten Stiftung für Luftrettung oder deren Partnergesellschaften betrieben. Die Rega und ihre Partner können in der Schweiz über die Alarmnummer 1414 angefordert werden. Für den Einsatz in Süddeutschland wird die REGA über die jeweiligen Rettungsleitstellen alarmiert.
Die Rega betreibt zwölf Luftrettungsstationen und eine Luftrettungsstation in Meyrin bei Genf mit einem Partner. Eine Ausnahme bildet der Kanton Wallis, in dem die Air Zermatt und die Air-Glaciers für die Luftrettung zuständig sind. Im Kanton Aargau betreibt die Alpine Air Ambulance AG (AAA) in Birrfeld einen Rettungshubschrauber der vom Aargauer Sanitätsnotruf in Aarau disponiert wird.
Die erste Luftrettung in den Alpen erfolgte im November 1946 am Gauligletscher mit kufenberwehrten STOL-Flugzeuge vom Typ Fieseler Fi 56 „Storch“.

## Luftrettung in Liechtenstein
Seit Dezember 2018 betreibt die AP³ Luftrettung GmbH mit Sitz in Filderstadt (Deutschland) am Heliport Balzers in Liechtenstein den Rettungshubschrauber mit den Rufnamen Christoph Liechtenstein. Der Flugbetrieb wird von der AAA Alpine Air Ambulance AG mit Sitz in Wollerau (Schweiz) mit einem Hubschrauber des Typs Airbus EC 135 durchgeführt. Die AP³ Luftrettung ist ein Joint Venture der DRF Stiftung Luftrettung gemeinnützige AG (DRF Luftrettung) aus Deutschland mit der ARA Flugrettung aus Österreich und der AAA Alpine Air Ambulance aus der Schweiz.

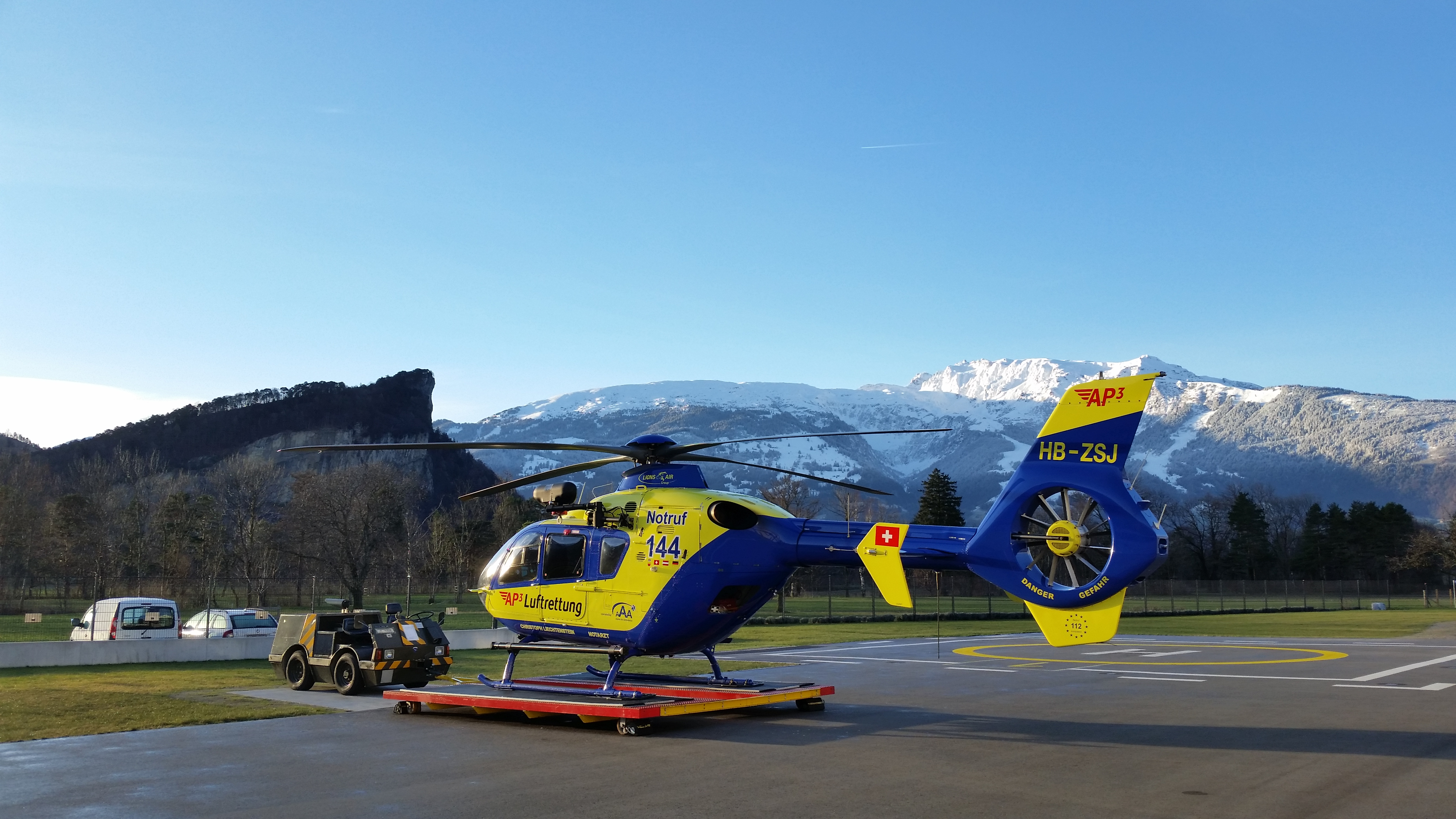
Christoph Liechtenstein am Heliport Balzers

| Rufname                 | Ort     | Betreiber            | Flugbetrieb durch           | Lage            | Internet   | Bemerkung |
| ----------------------- | ------- | -------------------- | --------------------------- | --------------- | ---------- | --------- |
| Christoph Liechtenstein | Balzers | AP³ Luftrettung GmbH | AAA Alpine Air Ambulance AG | 47.0681 9.48111 | Datenblatt |           |

## Luftrettung in Dänemark
Die dänische Gesundheitsbehörde Sundhedsstyrelsen betreibt auf ihren vier Stützpunkten ausschließlich Hubschrauber des Typs Airbus Helicopters EC 135.
| Rufname       | Stadt    | Region      | Betreiber         | Flugbetrieb durch      | Stationierungsort          | Lage                | Internet   | Bemerkung |
| ------------- | -------- | ----------- | ----------------- | ---------------------- | -------------------------- | ------------------- | ---------- | --- |
| HEMS Billund  | Billund  | Syddanmark  | Sundhedsstyrelsen | Norsk Luftambulanse AS | Flughafen Billund          | 55.73735 9.16926    | Datenblatt | |
| HEMS Ringsted | Ringsted | Sjælland    | Sundhedsstyrelsen | Norsk Luftambulanse AS | Flugplatz Ringsted         | 55.428697 11.810474 | Datenblatt | |
| HEMS Saltum   | Saltum   | Nordjylland | Sundhedsstyrelsen | Norsk Luftambulanse AS | Luftrettungszentrum Saltum | 57.301004 9.75832   | Datenblatt | Der Rettungshubschrauber ist am 2. Januar 2019 in Betrieb genommen worden und wurde von einem vorübergehenden Standort am Flughafen Aalborg aus geflogen, bis die permanente Basis in Saltum im nördlichen Teil der Jammerbugt Kommune fertiggestellt wurde. Die Basis wurde am 15. August 2021 in Betrieb genommen. |
| HEMS Skive    | Skive    | Midtjylland | Sundhedsstyrelsen | Norsk Luftambulanse AS | Luftrettungszentrum Skive  | 56.557508 8.976678  | Datenblatt | |

## Flugrettung in Ungarn
Von 1980 bis zu den 2000er Jahren führte der Ungarische Rettungsdienst (OMSZ) Rettungseinsätze mit Mil Mi-2 Hubschraubern durch. In den 1990er Jahren führte Aerocaritas ebenfalls private Luftrettung in Ungarn mit Mi-2 Hubschraubern durch. Von 1991 bis 2016 wurden 3 Aerospatiale AS350 Hubschrauber eingesetzt, und ab 2006 erfolgte die Luftrettung mit 8 geleasten Eurocopter EC135 T2 Hubschraubern (HA-ECA - HA-ECI) aus Österreich. 2008 stürzte der Hubschrauber mit dem Kennzeichen HA-ECE in der Nähe von Kiskunlacháza ab und es gab Todesopfer.

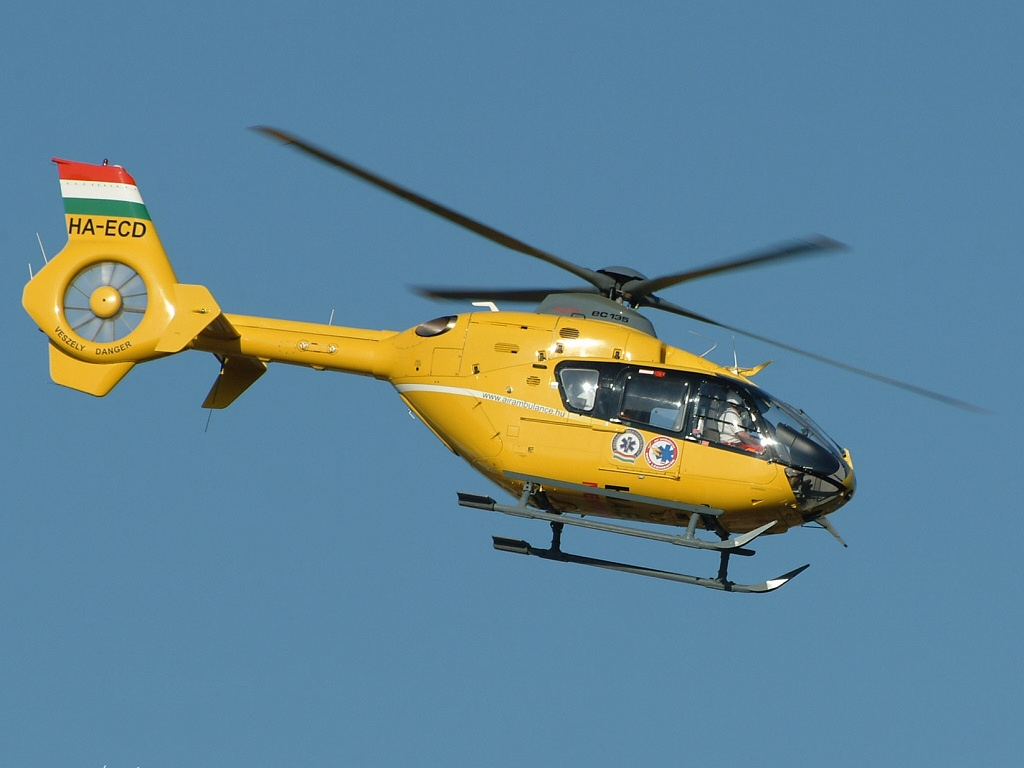
Der Ungarische Luftrettungshubschrauber "HA-ECD" war im Einsatz von 2007 bis 2019.

Seit 2020 befindet sich die Ungarische "Magyar Légimentő Nonprofit Kft." im Eigentum der Bereitschaftspolizei (Készenléti Rendőrség), die auch die technischen Voraussetzungen für die Luftrettung organisiert. Die fachliche medizinische Steuerung übernimmt weiterhin der Nationale Rettungsdienst (OMSZ).
Im Jahr 2019 wurde die Luftrettungsflotte um 9 eigene Hubschrauber erweitert, die derzeit von 7 Stützpunkten aus die Luftrettungsaufgaben übernehmen:
- Balatonfüred
- Budaörs (Hauptbasis)
- Debrecen
- Marcali (Seit 2023 statt Sármellék)
- Miskolc
- Szekszárd (Seit 2022 statt Pécs-Pogány)
- Szentes

Hubschrauber:
- HA-HBG (ex. D-HECH)
- HA-HBH (ex. D-HECL)
- HA-HBI (ex. D-HECA)
- HA-HBJ (ex. D-HECH)
- HA-HBK (ex. D-HECM)
- HA-HBL (ex. D-HECG)
- HA-HBM (ex. LN-OOJ)
- HA-HBN (ex. D-HTSH)
- HA-HBO (ex. D-HECC)

## Bi- und multilaterale Projekte in Europa

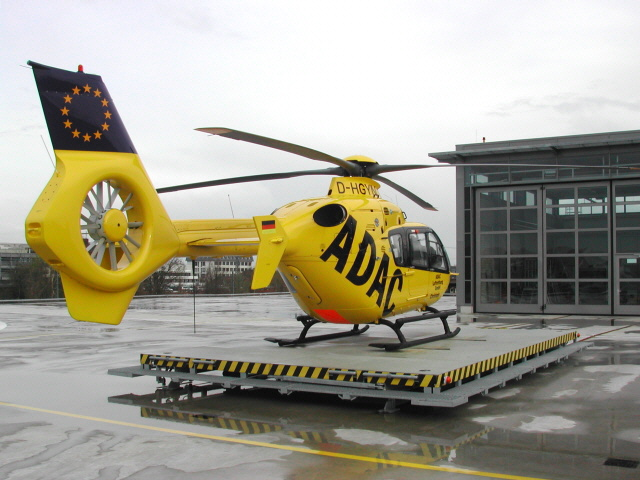
Rettungshubschrauber Christoph Europa 2

Es gibt Projekte, an denen Organisationen mehrerer Staaten beteiligt sind. Zu nennen sind in diesem Kontext besonders:
| Rufname                | Stadt             | Bemerkung |
| ---------------------- | ----------------- | --- |
| Christoph Europa 1     | Aachen-Merzbrück  | Einsätze in Deutschland, Belgien und den Niederlanden. |
| Christoph Europa 2     | Rheine            | Einsätze in Deutschland und den Niederlanden. |
| Christophorus Europa 3 | Suben             | Europaweit erster Notarzthubschrauber im seit 2002 länderübergreifendem Betrieb: im Winterhalbjahr fliegt ein Hubschrauber des ADAC, im Sommerhalbjahr des ÖAMTC. Einsatzgebiet ist Bayern und Oberösterreich. |
| Christoph Europa 5     | Niebüll           | Einsätze in Deutschland und Dänemark (v. a. Südjütland) |
| Christoph 9            | Duisburg          | Einsätze in Deutschland und den Niederlanden. |
| Christoph 16           | Saarbrücken       | Einsätze in Deutschland, Frankreich und Luxemburg. |
| Lifeliner 3            | Nijmegen          | Einsätze in den Niederlanden und Deutschland. |
| Lifeliner Europa 4     | Groningen         | Einsätze in den Niederlanden und Deutschland. Gemeinschaftlicher Betrieb durch ADAC und ANWB. In den Niederlanden wird der Standort ohne den Zusatz Europa geführt.                                            |
| Air Rescue 3           | Flughafen Findel  | Einsätze in Luxemburg, Belgien, Deutschland (Rheinland-Pfalz für die Region Trier sowie Saarland) und Frankreich.                                                                                              |
| REGA                   | Schweiz (diverse) | Die grenznah stationierten REGA-Hubschrauber aus der Schweiz fliegen ebenfalls regelmäßig Einsätze in Deutschland. So liegt mehr als die Hälfte der Einsatzorte von Rega 2 (Basel) in Südbaden.                |

## Zukunftsperspektive: Multikopter
Seit 2018 lotete die ADAC Luftrettung gemeinsam mit dem deutschen Fluggerätehersteller Volocopter mögliche Vorteile des Einsatzes von bemannten Multikoptern im Rettungsdienst aus, wobei von vornherein der Zubringerdienst für den Notarzt zum Notfallort im Vordergrund stand. Nach jahrelanger Entwicklungsarbeit fand im Herbst 2023 der Erstflug eines solchen Prototyps statt. Es handelt sich dabei um einen Hubschrauber mit insgesamt 18 elektrisch betriebenen Rotoren. Perspektivisch wird davon ausgegangen, dass etwa ab 2027 Geschwindigkeiten von 100 bis 150 km/h und Reichweiten von 150 Kilometern erreicht werden können. Eine ebenfalls im Jahr 2023 fertiggestellte theoretische Machbarkeitsstudie legte unter diesen Bedingungen Vorteile ab einem Einsatzradius von 25 bis 30 Kilometern nahe, was sich – nicht zuletzt angesichts des Mangels an qualifizierten Notärzten und in den letzten Jahren deutlich verschlechterten Eintreffzeiten der Rettungsmittel – signifikant auf die Qualität der Notfallversorgung auswirken dürfte. Derzeit läuft eine Pilotstudie im Praxisbetrieb; sollte diese erfolgreich verlaufen, ist ab Ende 2024 ein Regelbetrieb mit Multikoptern im Rettungsdienst geplant und auch ein Export des Konzepts nach Frankreich angedacht.